# Poule de Rhénanie
Pour les articles homonymes, voir Rhénane.
La rhénane ou poule de Rhénanie est une race de poule domestique allemande des pays du Rhin.

## Description
Grande race
Cette race a la forme d'une poule commune au corps rectangulaire, à la ligne du dos rectiligne, à la poitrine profonde et à l'abdomen plein, ainsi qu'au port de hauteur juste moyenne ; son ossature est fine et son emplumage, abondant et large. C'est une race vive, mais familière.
Importance : poule rustique avec ponte élevée et durable, bonne production de chair.

Elle pond ~160 œufs par an.
Naine
Forme d'une poule commune avec corps rectangulaire, ligne du dos droite, poitrine profonde et abdomen plein, ainsi que le port de hauteur juste moyenne. Ossature fine et emplumage plein et large. Vive mais cependant familière.

Elle pond ~120 œufs par an.

### Origine
grande race
Originaire d'Allemagne, elle est issue d'une sélection continue depuis 1894 de l'ancienne volaille fermière de l'Eifel rhénan.
naine
Allemagne.

### Standardofficiel
Grande race :
- Crête : perlée, crête de grandeur juste moyenne, finement perlée, bien implantée. Épine de longueur moyenne, épousant la ligne de la nuque.
- Oreillons : ronds ; épais ; lisses ; blanc pur ; de la grandeur d'une pièce de 1 Euro.
- Couleur des yeux : grands ; vifs ; couleur de l'iris selon la variété.
- Couleur de la peau : blanche.
- Couleur des tarses :  de longueur moyenne ; ossature fine ; lisses ; couleur selon la variété.
- Variétés de plumage :  noir, blanc, bleu liseré, coucou, saumon doré brun, saumon bleu doré brun, saumon argenté, blanc herminé noir.
- Masse idéale : Coq : 2 à 2,75 kg ; Poule : 1,75 à 2,5 kg.
- Œufs à couver : min. 65 g, coquille blanche.
- Diamètre des bagues : Coq : 18 mm ; Poule : 16 mm

Naine :
- Crête : perlée. crête de grandeur juste moyenne, finement perlée ; bien implantée. Épine de longueur moyenne, suivant la ligne de la nuque.
- Oreillons : ronds ; épais ; lisses ; de grandeur moyenne ; blanc pur.
- Couleur des yeux : grands ; vifs ; couleur selon la variété.
- Couleur de la peau : blanche.
- Couleur des tarses :  de longueur moyenne ; fins ; lisses ; couleur selon la variété.
- Variétés de plumage : noir, blanc, bleu liseré, coucou, saumon coucou doré, saumon doré brun, saumon argenté.
- Masse idéale : Coq : 1,1 kg ; Poule : 900 g.
- Œufs à couver : min. 35 g, coquille blanche.
- Diamètre des bagues : Coq : 13 mm ; Poule : 12 mm

## Sources
- Le Standard officiel des volailles (Poules, oies, dindons, canards et pintades), édité par la SCAF.